# Сант'Анджело ди Пиове ди Сако
Сант'А̀нджело ди Пио̀ве ди Са̀ко (на италиански: Sant'Angelo di Piove di Sacco) е градче и община в Северна Италия, провинция Падуа, регион Венето. Разположено е на 8 m надморска височина. Населението на общината е 7249 души (към 2014 г.).